# CAPN10
CAPN10‏ (Calpain 10) هوَ بروتين يُشَفر بواسطة جين CAPN10 في الإنسان.